# Hei (álbum de Marcus & Martinus)
Hei —en español: Hola— es el álbum debut del dúo noruego Marcus & Martinus, ganadores de Norwegian Melodi Grand Prix Junior 2012. El álbum fue lanzado por Sony Music Entertainment el 23 de febrero de 2015 y fue un éxito, alcanzando el número 2 en la lista de álbumes de Noruega.
Un álbum especial fue publicado nueve meses más tarde, el 6 de noviembre de 2015, también publicado por Sony, incluye nuevas canciones. La edición especial se tituló Hei - Fan-Spesial.

## Sencillos
"To dråper vann" fue lanzado como el primer sencillo del álbum en 2012. La canción alcanzó su punto máximo al número 8 en Norwegian Singles Chart. "Leah" fue lanzado como el segundo sencillo del álbum el 25 de julio de 2013. "Du" fue lanzado como el tercer sencillo del álbum en 2014. "Smil" fue lanzado como el cuarto sencillo del álbum en octubre de 2014. "Plystre på deg" fue lanzado como el cuarto single del álbum el 17 de febrero de 2015. "Elektrisk" fue lanzado como el primer sencillo de la versión especial del álbum, el 24 de julio de 2015, la canción ha alcanzado su mejor puesto al número 3 en la lista de singles de Noruega y el número 8 en Swedish Singles Chart. "Ei som deg" fue lanzado como el segundo sencillo de la versión especial del álbum, el 25 de septiembre de 2015, la canción alcanzó su punto máximo a número 15 en la lista de singles de Noruega. "Alt jeg ønsker meg" fue lanzado como el tercer y último sencillo del álbum el 30 de octubre de 2015.

## Lista de canciones
- Hei

| N.º   | Título           | Escritor(es) | Duración |  |
| 1.    | «Plystre på deg» |              | 3:03     |  |
| 2.    | «Blikkstille»    |              | 3:21     |  |
| 3.    | «Hei»            |              | 3:09     |  |
| 4.    | «Slalom»         |              | 3:09     |  |
| 5.    | «Ekko»           |              | 2:55     |  |
| 6.    | «Gæærn»          |              | 3:23     |  |
| 7.    | «Leah»           |              | 3:13     |  |
| 8.    | «Du»             |              | 3:39     |  |
| 9.    | «Smil»           |              | 2:59     |  |
| 10.   | «To dråper vann» |              | 2:45     |  |
| 31:36 |                  |              |          |  |

- Hei – Fan-Spesial

| N.º   | Título                       | Escritor(es) | Duración |  |
| 1.    | «Elektrisk» (con Katastrofe) |              | 3:20     |  |
| 2.    | «Ei som deg» (con Innertier) |              | 3:23     |  |
| 3.    | «Na Na Na»                   |              | 2:53     |  |
| 4.    | «Plystre på deg»             |              | 3:03     |  |
| 5.    | «Blikkstille»                |              | 3:20     |  |
| 6.    | «Hei»                        |              | 3:08     |  |
| 7.    | «Slalom»                     |              | 3:09     |  |
| 8.    | «Ekko»                       |              | 2:54     |  |
| 9.    | «Gæærn»                      |              | 3:22     |  |
| 10.   | «Leah»                       |              | 3:12     |  |
| 11.   | «Du»                         |              | 3:38     |  |
| 12.   | «Smil»                       |              | 2:59     |  |
| 13.   | «To dråper vann»             |              | 2:44     |  |
| 14.   | «Plystre på deg» (acústico)  |              | 3:29     |  |
| 15.   | «Gæærn» (acústico)           |              | 3:08     |  |
| 16.   | «Alt jeg ønsker meg»         |              | 3:31     |  |
| 51:13 |                              |              |          |  |

## Posicionamiento
| Lista (2015–16)            | Mejor posición |
| -------------------------- | -------------- |
| Noruega (VG-lista)         | 1              |
| Suecia (Sverigetopplistan) | 2              |